# مطار أرزنة
مطار أرزنة (إيكاو: OMAR) هو مطار خاص صغير تديره شركة تطوير زاكوم ويخدم حقل النفط في أرزنة، أبو ظبي، الإمارات العربية المتحدة.